# 함정수사
함정수사(陷穽搜査, 영어: Entrapment)란 경찰등이 피고가 범죄를 저지르게 유도하는 행위를 말한다. 함정수사는 합법적인 함정수사(기회제공형 함정수사)와 불법적인 함정수사(범의유발형 함정수사)로 크게 나뉜다.
예를 들어, 여자 사복경찰이 매춘부로 위장하고 지나가는 사람이 성매매하도록 하여 체포하는 것이다.(다만 대한민국의 경우 성매수를 했더라도 실제 성행위가 이뤄지지 않았으면 성매매를 한것이 아니라고 본다.)  형사재판에서 함정수사는 피고의 무죄를 주장하는 논리 중 하나이다. 피고가 함정수사를 주장하기 위해서는 아래와 같은 논리가 기본적으로 충족되어여만 한다.
1. 함정수사 없이는 피고에 의해 범죄가 발생하지 않았을 것이라는 주장
2. 합리적인 사람의 기준에서 함정수사가 없었다면 범죄가 일어나지 않았을 것

함정수사와 관련된 논의는 미국법상 함정의 항변(Entrapment Defence)에서 유래하는데, 1932년 Sorrels 사건에서 미국의 연방최고법원은 금주감시원이 여행자를 가장, 전쟁 중에 같은 사단에 속했다는 체험을 이야기하며 술을 팔기를 종용하였고 이에 피고인이 응한 사안에서 함정의 항변을 인정한 바 있다. 이어 1958년 Sherman 사건에서 마약 매각과 관련하여 함정수사의 항변을 인정하였다. 이로 Sehrman-Sorrels 법칙이 형성되었다.

## 함정수사 사례
사법경찰관 갑은 전부터 각성제 밀매의 의심이 있는 을에 대해 '각성제를 비싼 돈을 주고 사려는 사람이 있는데 구해 줄 수 있겠느냐'고 말을 걸어 왔다. 을은 경계하는 마음에서 몇 번이나 이를 거절하였으나 갑이 집요하게 부탁하기 때문에 결국 이에 응하였다. 을이 약속한 장소에 갔던 바, 망을 보고 있던 사법경찰관 병에 의해 을은 각성제 소지 현행범으로 체포되고, 가지고 있던 각성제는 증거물로 압수되었다.— 1993년 일본 사법시험 출제문제

## 판례
|                                                                  |
| 형사소송법                                                       |
| 이념과 구조                                                      |
| 무죄 추정의 원칙 · 자백배제법칙 · 전문법칙                       |
| 증거보전청구권 · 형사보상청구권 · 독수독과이론                   |
| 실체적 진실주의 · 적정절차 · 신속한 재판의 원칙                  |
| 진술거부권 · 접견교통권 · 증거개시제도                           |
| 열람등사권 · 위법수집증거배제법칙                                |
| 법원                                                             |
| 제척 · 기피 · 회피 관할 · 이송 · 법관                            |
| 피고인과 변호인                                                  |
| 피고인 ·변호인 · 성명모용자 · 공동피고인 국선변호인 · 법정대리인 |
| 검사                                                             |
| 기소독점주의 · 검사 동일체의 원칙                                |
| 수사                                                             |
| 함정수사 · 불심검문 · 임의동행 · 동행요구 · 사법경찰관           |
| 구속                                                             |
| 구속영장 · 체포영장                                              |
| 증거법                                                           |
| 정황증거 · 전문증거 · 진술조서 · 진술서 · 실황조사서 · 검증조서  |
| 진술 · 증인                                                      |
| 재판                                                             |
| 공소장 · 공소장일본주의                                          |
| 고소 · 고발 · 고소불가분의 원칙 · 자수                           |
| 상소                                                             |
| 항소, 상고 & 비상상고                                            |
| 다른 7법 영역                                                    |
| 헌법 · 민법 · 형법                                               |
| 민사소송법 · 형사소송법 · 행정법                                 |
| 포털: 법 · 법철학 · 형사정책                                     |
| v • d • e • h                                                    |

### 대한민국의 판례
- 함정수사는 본래 범의를 가지지 아니한 자에 대하여 수사기관이 사술이나 계략 등을 써서 범의를 유발케 하여 범죄인을 검거하는 수사방법을 말하는 것이므로, 범의를 가진 자에 대하여 범행의 기회를 주거나 범행을 용이하게 한 것에 불과한 경우에는 함정수사라고 말할 수 없다. (부산고등법원 1992.5.14. 선고 92노60 판결)
- 피고인이 범행 장소인 사당동 까치공원 옆 인도에 옆으로 누워 잠들어 있는 피해자를 발견하고 주변을 살피다가 경찰관들이 잠복근무 중이던 차량 옆까지 다가와 동정을 살핀 후, 피해자를 공원 옆 화단이 있는 으슥한 곳까지 약 10m 정도를 끌고 가, 위 차량 바로 앞에서 멈추어 화단 옆에 있는 돌 위에 앉혀 놓고 피해자의 오른쪽 바지주머니에 손을 넣어 지갑을 꺼냈고, 그 직후 경찰관들이 곧바로 잠복 중이던 위 차량 안에서 뛰어나가 피고인을 체포한 경우에는 위법한 함정수사가 아니다. (대법원 2007.5.31. 선고 2007도1903 판결)
- 경찰관들이 단속 실적을 올리기 위하여, 평소 도우미를 불러왔다는 자료나 그와 같은 제보가 전혀 없는 노래방에 손님을 가장하고 들어가 도우미를 불러 줄 것을 요구한 경우 사술, 계략이 사용된 범의유발형 함정수사로 보아 위법하다. (2008도7862)
- 경찰관이 취객을 상대로 한 이른바 부축빼기 절도범을 단속하기 위하여, 공원 인도에 쓰러져 있는 취객 근처에서 감시하고 있다가, 마침 피고인이 나타나 취객을 부축하여 10m 정도를 끌고 가 지갑을 뒤지자 현장에서 체포하여 기소한 경우 위법한 함정수사가 아니다. (2007도1903)
- 피유인자를 상대로 단순히 수차례 반복적으로 범행을 부탁하였을 뿐 수사기관이 사술, 계략을 사용하지 않은 경우에는 범의유발형이라도 위법한 함정수사가 아니다. (2006도2339)
- 수사기관과 관련성이 없이 사인에 의하여 유발된 함정교사는 위법이 아니다. (2007도7680)
- 수사기관과 관련 없이 사인이 범의를 유발한 함정교사는 위법이 아니다. (2007도10804)
- 수사기관이 피고인의 범죄사실을 인지하고도 바로 체포하지 않고 추가로 범행을 지켜보고 있다가 범죄사실이 많이 늘어난 뒤에야 체포하였다는 사정만으로는 피고인에 대한 위법한 함정수사가 있다고 보기 어렵다. (2005도1247)
- 함정수사를 통해 필로폰 매수대금을 제공하고 검거 장소와 방법 등을 상의하는 등의 방법을 통해 범행을 일으키고 이를 공소한 것은 위법하기 때문에 무효이다.[2]

## 같이 보기
- 유도신문
- 공소기각
- 무효
- 교사범
- 대한민국 형사소송법 제327조
- 스팅 작전

## 참고 문헌
- 이상윤, 『영미법 - 개정판』, 박영사, 2000. (ISBN 8910451602)